# 6362 Tunis
6362 Tunis este o planetă minoră (asteroid), cu un diametru de 22,678 km, din centura de asteroizi. A fost descoperită pe 19 mai 1979 la Observatorul European Austral de Richard M. West⁠(d) și a fost numită după Tunis. 
Obiectul prezintă o orbită caracterizată de o semiaxă mare de 3,1995404 UAi, o excentricitate de 0,1722, o înclinație de 19,10921 ° în raport cu ecliptica.